# The 300 Spartans
The 300 Spartans is een Amerikaanse sandalenfilm uit 1962 onder regie van Rudolph Maté.

## Verhaal
In 480 v.Chr. vallen de Perzen Griekenland binnen onder leiding van Xerxes. De Grieken houden stand tijdens een slag in de nauwe pas bij Thermopylae. Ondanks hun numerieke overwicht lijden de Perzen zware verliezen, maar uiteindelijk wil het Griekse leger zich toch terugtrekken. Een groep van 300 Spartanen onder leiding van koning Leonidas blijft vechten tot de laatste man.

## Rolverdeling
| Acteur               | Personage     |
| -------------------- | ------------- |
| Richard Egan         | Leonidas      |
| Ralph Richardson     | Themistocles  |
| Diane Baker          | Ellas         |
| Barry Coe            | Phyllon       |
| David Farrar         | Xerxes        |
| Donald Houston       | Hydarnes      |
| Anna Synodinou       | Gorgo         |
| Kieron Moore         | Ephialtes     |
| John Crawford        | Agathon       |
| Robert Brown         | Pentheus      |
| Laurence Naismith    | Afgevaardigde |
| Anne Wakefield       | Artemisia     |
| Ivan Triesault       | Demaratus     |
| Charles Fawcett      | Megistias     |
| Michalis Nikolinakos | Myron         |